# Dorothy Height
Dorothy Irene Heigh (Richmond (Virgínia) 24 de març del 1912 - Washington DC 20 d'abril del 2010) fou una funcionària, educadora i activista pels drets civils i els drets de la dona estatunidenca. La seva tasca social se centrà en els problemes de les dones afroamericanes, com l'analfabetisme, l'atur i el dret a vot. Va ser presidenta del National Council of Negro Women durant 40 anys i va rebre la Medalla Presidencial de la Llibertat el 1994 i la Medalla d'or del Congrés dels Estats Units el 2004 per la seva tasca.